# Joe Murphy
Joseph Patrick Murphy (* 16. října 1967 v Londonu, Ontario, Kanada) je bývalý kanadský hokejový útočník, který odehrál 779 utkání v National Hockey League.

## Reprezentace
S kanadskou reprezentací do 20 let se zúčastnil mistrovství světa juniorů 1986 na domácí půdě. Stal se nejlepším nahrávačem a druhým nejproduktivnějším hráčem turnaje, se spoluhráči získal stříbrnou medaili.

## Kariéra
Jako sedmnáctiletý začal hrát univerzitní NCAA za Michigan State University, kde byl v sezoně 1985/86 oceněn cenou pro nejlepšího nováčka soutěže. V draftu NHL si jej na prvním místě vybral celek Detroit Red Wings. V organizaci Red Wings působil v letech 1986-89. Kromě hlavního týmu nastupoval i za záložní celek Adirondack Red Wings, působící v AHL. S Adirondackem získal mistrovský Calderův pohár v sezoně 1988/89. V úvodu sezony 1989/90 se stal součástí výměny mezi Detroitem a Edmonton Oilers, kdy se do Edmontonu stěhoval Murphy, Petr Klíma, Adam Graves a Jeff Sharples výměnou za dvojici Jimmy Carson a Kevin McClelland. V této sezoně Edmonton s Murphym v sestavě získal Stanley Cup. V létě 1992 se klub s hráčem nedohodl na podmínkách nového kontraktu. V únoru 1993 Murphy posílil Chicago Blackhawks, kde hrál až do konce sezony 1995/96.
V létě 1996 jako volný hráč podepsal tříletou smlouvu se St. Louis Blues, kteří jej v průběhu ročníku 1997/98 vyměnili za obránce Todda Gilla do San Jose Sharks. V úvodu sezony 1999/00 byl opět bez angažmá, v listopadu se domluvil na smlouvě v Boston Bruins. Kvůli sporům s trenérem byl vyřazen z týmu a umístěn na listinu volných hráčů, kde si ho vybral Washington Capitals. V následujícím ročníku 2000/01 jej Capitals chtěli poslat na farmu do AHL, což ale hráč odmítl a ukončil profesionální kariéru.

## Deprese a život na ulici
Následkem řady otřesů mozku z kariéry v NHL trpí depresemi, od roku 2018 žije na ulici. Nabízenou pomoc ze strany ligy odmítá.

## Ocenění a úspěchy
- 1985 BCHL – První All-Star Tým
- 1986 CCHA – Nováček roku
- 1986 MSJ – Nejlepší nahrávač

## Prvenství
- Debut v NHL – 11. října 1986 (Detroit Red Wings proti Chicago Blackhawks)
- První asistence v NHL – 15. října 1986 (Detroit Red Wings proti Los Angeles Kings)
- První gól v NHL – 30. října 1986 (Detroit Red Wings proti Montreal Canadiens, kanadskému brankáři Brian Hayward)
- První hattrick v NHL – 13. ledna 1992 (Minnesota North Stars proti Edmonton Oilers)

## Klubová statistika
| Sezóna       | Klub                      | Soutěž       |     | Základní část | Základní část | Základní část | Základní část | Základní část |    | Play off | Play off | Play off | Play off | Play off |
| Sezóna       | Klub                      | Soutěž       | Z   | G             | A             | B             | TM            | Z             | G  | A        | B        | TM       |          |          |
| 1984/85      | Penticton Knights         | BCHL         | 51  | 68            | 84            | 152           | 92            | —             | —  | —        | —        | —        |          |          |
| 1985/86      | Michigan State University | NCAA         | 35  | 24            | 37            | 61            | 50            | —             | —  | —        | —        | —        |          |          |
| 1986/87      | Detroit Red Wings         | NHL          | 5   | 0             | 1             | 1             | 2             | —             | —  | —        | —        | —        |          |          |
| 1986/87      | Adirondack Red Wings      | AHL          | 71  | 21            | 38            | 59            | 61            | 10            | 2  | 1        | 3        | 33       |          |          |
| 1987/88      | Detroit Red Wings         | NHL          | 50  | 10            | 9             | 19            | 37            | 8             | 0  | 1        | 1        | 6        |          |          |
| 1987/88      | Adirondack Red Wings      | AHL          | 6   | 5             | 6             | 11            | 4             | —             | —  | —        | —        | —        |          |          |
| 1988/89      | Detroit Red Wings         | NHL          | 26  | 1             | 7             | 8             | 28            | —             | —  | —        | —        | —        |          |          |
| 1988/89      | Adirondack Red Wings      | AHL          | 47  | 31            | 35            | 66            | 66            | 16            | 6  | 11       | 17       | 17       |          |          |
| 1989/90      | Detroit Red Wings         | NHL          | 9   | 3             | 1             | 4             | 4             | —             | —  | —        | —        | —        |          |          |
| 1989/90      | Edmonton Oilers           | NHL          | 62  | 7             | 18            | 25            | 56            | 22            | 6  | 8        | 14       | 16       |          |          |
| 1990/91      | Edmonton Oilers           | NHL          | 80  | 27            | 35            | 62            | 35            | 15            | 2  | 5        | 7        | 14       |          |          |
| 1991/92      | Edmonton Oilers           | NHL          | 80  | 35            | 47            | 82            | 52            | 16            | 8  | 16       | 24       | 12       |          |          |
| 1992/93      | Chicago Blackhawks        | NHL          | 19  | 7             | 10            | 17            | 18            | 4             | 0  | 0        | 0        | 8        |          |          |
| 1993/94      | Chicago Blackhawks        | NHL          | 80  | 31            | 39            | 70            | 11            | 6             | 1  | 3        | 4        | 25       |          |          |
| 1994/95      | Chicago Blackhawks        | NHL          | 40  | 23            | 18            | 41            | 89            | 16            | 9  | 3        | 12       | 29       |          |          |
| 1995/96      | Chicago Blackhawks        | NHL          | 70  | 22            | 29            | 51            | 86            | 10            | 6  | 2        | 8        | 33       |          |          |
| 1996/97      | St. Louis Blues           | NHL          | 75  | 20            | 25            | 45            | 69            | 6             | 1  | 1        | 2        | 10       |          |          |
| 1997/98      | St. Louis Blues           | NHL          | 27  | 4             | 9             | 13            | 22            | —             | —  | —        | —        | —        |          |          |
| 1997/98      | San Jose Sharks           | NHL          | 10  | 5             | 4             | 9             | 14            | 6             | 1  | 1        | 2        | 20       |          |          |
| 1998/99      | San Jose Sharks           | NHL          | 76  | 25            | 23            | 48            | 73            | 6             | 0  | 3        | 3        | 4        |          |          |
| 1999/00      | Boston Bruins             | NHL          | 26  | 7             | 7             | 14            | 41            | —             | —  | —        | —        | —        |          |          |
| 1999/00      | Washington Capitals       | NHL          | 29  | 5             | 8             | 13            | 53            | 5             | 0  | 0        | 0        | 8        |          |          |
| 2000/01      | Washington Capitals       | NHL          | 14  | 1             | 5             | 6             | 20            | —             | —  | —        | —        | —        |          |          |
| Celkem v NHL | Celkem v NHL              | Celkem v NHL | 779 | 233           | 295           | 528           | 710           | 120           | 34 | 43       | 77       | 185      |          |          |

## Reprezentace
| Rok                       | Tým                       | Soutěž                    | Z | G | A  | B  | TM |
| ------------------------- | ------------------------- | ------------------------- | - | - | -- | -- | -- |
| 1986                      | Kanada 20                 | MSJ                       | 7 | 4 | 10 | 14 | 2  |
| Juniorská kariéra celkově | Juniorská kariéra celkově | Juniorská kariéra celkově | 7 | 4 | 10 | 14 | 2  |